# Steve Grand
Steve Grand, també conegut com a Steve Starchild, és un músic, cantant i compositor de Lemont, Illinois. Fou aclamat per molts com al primer cantant masculí de country obertament gai en atreure l'atenció als Estats Units, després que el vídeo "All-American Boy" esdevingués viral a YouTube en menys d'una setmana el juliol de 2013. Tot plegat va cridar l'atenció del programa "Good Morning America", de la CNN, així com d'altres mitjans de comunicació. Buzzfed va incloure el videoclip de "All-American Boy" a la llista dels 24 vídeos musicals més brillants del 2013. De la mateixa manera, la revista Out va incloure Grand a la llista anual "Out100" de la gent més admirada pel col·lectiu LGTB. En aquest àmbit, Grand ha destacat també pel seu paper com a figura activa en la defensa dels drets del col·lectiu homosexual.

## Primers anys
Grand ha escrit música des dels onze anys. Als tretze va adonar-se de la seva homosexualitat i va lluitar per conciliar la sexualitat pròpia amb la fe catòlica. Va confessar que era gai als seus amics a vuitè curs. Quan ho van saber els seus pares el van sotmetre a teràpia durant cinc anys. Evidentment, el tractament no va ser efectiu, però tot i això va demostrar gratitud amb el psicòleg en dir: "No vull venjar-me del terapeuta, però vaig arribar a creure realment que l'homosexualitat era alguna cosa dolenta i no és en realitat alguna cosa de què Déu vulgui que te'n desfacis, perquè jo tinc encara respecte per ell. La teràpia em va ser profitosa. Vaig poder parlar amb algú que tenia un punt de vista diferent". Ha sigut criticat per activistes que qüestionen que se'l pugui veure com un model positiu. Tot i això, en diverses entrevistes ha refermat la seva condició d'homosexual, afegint que la seva sexualitat no condiciona la seva felicitat.
Pel que fa a l'aspecte acadèmic, després de graduar-se a la Lemont High School, va superar un curs a la universitat de Belmont (Nashville, Tennessee). Després d'això va tornar cap a Chicago, on va provar sort a la Universitat d'Illinois. Un any més tard va abandonar els estudis per a centrar-se en la carrera musical. Entre les influències que l'han marcat hi ha els Beatles, els rolling Stones, Led Zeppelin, Neil Young, Bruce Springsteen, Elton John, Billy Joel, Blink-182, Green Day o Fall Out Boy. El desig de Grand a l'hora de compondre cada cançó és que la lletra sedueixi l'oient, perquè parla de coses reals i quotidianes, com ara el que un vol fer a la vida o conèixer l'amor.

## Carrera
Abans de fer-se popular amb la música, Grand ja era admirat per la seva feina de model. Va ser portada de moltes revistes amb diversos pseudònims. Paral·lelament, tocava el piano a quatre esglésies de l'àrea de Chicago així com a diversos clubs. Destaca "The Joynt", on va seguir actuant fins al 2013. Grand va sumar-se al fenomen dels "covers", és a dir, cantar cançons d'altres artistes i penjar-les a Youtube. Entre ells destaquen cançons de Lady Gaga, Bruno Mars, One Direction o Journey. Però el que realment volia Grand era fer música pròpia. El 2 de juliol del 2013 va penjar a la xarxa la primera cançó feta 100% per ell: "All-American Boy". La va produir ell mateix, amb un cost de 7.000 dòlars. El vídeo va convertir-se en viral quasi de forma automàtica i una setmana més tard ja tenia més d'un milió de visites. Avui dia té prop de 2.900.00 visitants.